# Quiet Storm
«Quiet Storm» — перший сингл американського хіп-хоп дуету Mobb Deep з їх четвертого студійного альбому Murda Muzik, що вийшов 14 березня 1999 року.
Ремікс за участю Lil' Kim вийшов як другий сингл альбому. Ремікс також став дуже популярним і вважається одним із найвідоміших гостьових виступів Lil' Kim. У свому куплеті Кім диссить реперку Фоксі Браун.

## Список композицій
Сторона А
1. «Quiet Storm» [Dirty Version]
2. «Quiet Storm» [Instrumental]

Сторона Б
1. «Quiet Storm» [Clean Version]
2. «Quiet Storm» [Acappella]

## Чарти

### Щотижневі чарти
| Чарт (1999)                             | Найвища позиція |
| --------------------------------------- | --------------- |
| США (Hot R&B/Hip-Hop Songs) (Billboard) | 35              |
| США (Rap Songs) (Billboard)             | 17              |

### Річні чарти
| Чарт (1999)                          | Позиція |
| ------------------------------------ | ------- |
| US Hot R&B/Hip-Hop Songs (Billboard) | 97      |